# Live at the Royal Albert Hall (álbum de Bring Me the Horizon)
Live at the Royal Albert Hall é o segundo álbum ao vivo pela banda britânica Bring Me the Horizon. Foi gravado o 22 de abril de 2016 no Royal Albert Hall, com acompanhamento da Orquestra de Parallax conduzido por Simon Dobson. O álbum foi lançado em 2 de dezembro de 2016 através da plataforma de financiamento coletivo PledgeMusic, com todos os rendimentos sendo doados para Teenage Cancer Trust.

## Concerto e recepção
Em 26 de novembro de 2015, foi anunciado que Bring Me the Horizon se apresentaria nos concertos de Teenage Cancer Trust no Royal Albert Hall em Londres em 22 de abril de 2016, sendo acompanhado pela primeira vez por uma orquestra e coro ao vivo. Os ingressos para o show foram colocados à venda em 4 de dezembro de 2015. A banda de rock americana PVRIS se apresentou como o ato de abertura do show. Bring Me the Horizon tocou ao lado da Parallax Orchestra conduzida por Simon Dobson, e fez estreias ao vivo para as faixas "Avalanche" e "Oh No", do That's the Spirit, e também tocou "It Never Ends" e "Empire (Let Them Sing ) "(dos álbuns There Is a Hell... e Sempiternal, respectivamente) pela primeira vez desde 2014.
A resposta ao concerto foi amplamente positiva. Escrevendo para o The Independent, Steve Anderson concedeu-lhe quatro de cinco estrelas, elogiando as performances tanto do material mais recente e ecléticoda banda quanto de suas canções anteriores mais pesadas. Da mesma forma, Tomas Doyle do Rock Sound saudou o show como "uma noite especiall", destacando "It Never Ends" como a melhor música. Greg Kennelty do Metal Injection proclamou que "Goste deles ou não, Bring Me the Horizon apresentou um set fantástico". Após o sucesso do show, Jordan Fish sugeriu a possibilidade de completar uma turnê completa com uma orquestra, observando que "Parece quase uma pena fazer todo esse esforço por meses e meses por apenas uma noite".

## Faixas
Todas as letras escritas por Oliver Sykes, todas as músicas compostas por Bring Me the Horizon.
| N.º | Título                                                                                 | Duração |  |
| 1.  | "Intro (Overture: At the Earth's Curve)/Doomed" (introdução composta por Simon Dobson) | 7:24    |  |
| 2.  | "Happy Song"                                                                           | 4:43    |  |
| 3.  | "Go to Hell, for Heaven's Sake"                                                        | 5:09    |  |
| 4.  | "Avalanche"                                                                            | 5:29    |  |
| 5.  | "It Never Ends"                                                                        | 6:07    |  |
| 6.  | "Sleepwalking"                                                                         | 4:57    |  |
| 7.  | "Empire (Let Them Sing)"                                                               | 4:14    |  |
| 8.  | "Throne"                                                                               | 4:05    |  |
| 9.  | "Shadow Moses"                                                                         | 5:09    |  |
| 10. | "True Friends"                                                                         | 6:15    |  |
| 11. | "Follow You"                                                                           | 3:54    |  |
| 12. | "Can You Feel My Heart"                                                                | 6:00    |  |
| 13. | "Antivist"                                                                             | 4:32    |  |
| 14. | "Drown"                                                                                | 7:09    |  |
| 15. | "Oh No"                                                                                | 8:26    |  |

Notas
- As faixas 1, 2, 4, 8, 10, 11, 14 e 15 são do álbum That's The Spirit.
- As faixas 3, 6, 7, 9, 12 e 13 são do álbum Sempiternal.
- A faixa 5 é do álbum There Is a Hell...

## Instrumentistas
- Oliver Sykes – vocal
- Jordan Fish – Teclados, Percussão, vocal
- Lee Malia – Guitarra Solo
- Matt Kean – Baixo
- Matt Nicholls – Bateria
- John Jones – Guitarra rítmica
- Simon Dobson – maestro
- Will Harvey – violino
- Beatriz Carbonell – violino
- Claire Sledd – violino
- Lucy McKay – violino
- Elena Abad – violino
- Jess Coleman – violino
- Will Newell – violino
- Emma Fry – violino
- Jess Wadey – violino
- Conor Masterson – violino
- Olivia Holland – violino
- Iryna Glyeboya – violino
- Zami Jalil – viola
- Raisa Zapryanova – viola
- Emma Purslow – viola
- Ting-Ru Lai – viola
- Sophia Rees – viola
- Niamh Sanders – viola
- Maddie Cutter – cello
- Bethan Lloyd – cello
- Jobine Seikman – cello
- Fraser Bowles – cello
- Alexandra Marshall – cello
- Alice Grote – cello
- Alexander Verster – double bass
- Jess Ryan – double bass
- Sam Kinrade – trumpete
- Victoria Rule – trumpete
- Oli Hickie – Trompa Francesa
- Stephen Craigen – Trompa Francesa
- Laurie Truluck – Trompa Francesa
- Tom Bettley – French horn
- Ben Thorpe – trombone
- Jane Salmon – trombone
- Ross Anderson – Trombone baixo
- George Ellis – tuba
- Zara Jealous – flauta, flautim
- Alex Griffiths – flauta
- Eleanor Tinlin – oboe
- Stephanie Oatridge – oboe
- Antonia Lazenby – fagote
- Tom Moss – contra fagote
- Dan Hillman – clarinete, alto saxofone, saxofone baritono
- Will Gibson – clarinete
- Alexander Rider – harpa
- Molly Lopresti – percussão sintonizada
- Beth Higham-Edwards – timpani
- Kat Marsh – coral
- Dan Lancaster – coral
- Christina Piper – coral
- Julia Webb – coral
- Josh Bevan – coral
- Richard Thorp – coral
- Mickael Picquerey – coral
- Luke Holmes – coral
- Catrina McTigue – coral
- Emma Fish – coral
- Patrick James Pearson – coral
- Matthew Reynolds – coral
- Rio Hellyer – coral
- Elani Evangelou – coral